# Rhinomalus rufirostris
Rhinomalus rufirostris là một loài bọ cánh cứng trong họ Laemophloeidae. Loài này được Chevrolat miêu tả khoa học năm 1833.